# Vetlanda pastorat
Vetlanda pastorat är ett pastorat i Njudung-Östra Värends kontrakt i Växjö stift i Vetlanda kommun. 
Pastoratet har funnits för Vetlanda församling sedan denna bildades på medeltiden och har sedan utökats för att från 1995 omfatta Vetlanda, Näsby, Björkö och Nävelsjö församlingar. Det utökades 2018 genom sammanläggning med pastoraten Alseda pastorat, Lannaskede pastorat och Bäckseda-Korsberga pastorat.:
Pastoratet består av följande församlingar:
- Alseda församling
- Vetlanda församling
- Näsby församling
- Björkö församling
- Nävelsjö församling
- Lannaskede församling
- Bäckseda församling
- Korsberga församling
- Nye, Näshult och Stenberga församling

2020 tillkom Ekenässjöns församling genom utbrytning ur Vetlanda församling.
Pastoratskod är 061203